# Thomas Glacier
Thomas Glacier är en glaciär i Antarktis. Den ligger i Västantarktis. Chile gör anspråk på området. Thomas Glacier ligger 864 meter över havet.
Terrängen runt Thomas Glacier är bergig västerut, men österut är den kuperad. Trakten är obefolkad. Det finns inga samhällen i närheten. 